# وهام
الوُهَام هو اضطراب عام في التفكير ويتسم باعتقاد ثابت خاطئ لا يتزعزع حتى لو اعتقد الاخرون من حوله خلاف ذلك أو برزت له أدلة دامغة تنفي ذلك. وهو اعتقاد راسخ في نفس المريض، ويتصف هذا الاعتقاد بأنه زائف أو خيالي أو مبني على الخداع. وفي عالم الطب النفسي، يتم تعريف الوهم بأنه اعتقاد مرضي (ينتج عن مرض أو عن أحداث مرضية)، ويستمر المريض في تمسكه بوهمه على الرغم من وجود الدلائل التي تثبت له عكس ما يتوهمه. أما في علم الأمراض، فيتم التمييز بين الوهم وبين الاعتقاد المبني على أساس من الزيف أو المعلومات غير الكاملة أو العقيدة المتزمتة أو الغباء أو الإدراك الشعوري أو الانخداع أو غيرها من الآثار التي تنبع من الإدراك الحسي.
وفي الأحوال التقليدية، يصاب الشخص بالوهم حال إصابته بمرض عصبي أو مرض نفسي، وذلك على الرغم من عدم ارتباطه بالإصابة بمرض محدد. كذلك، يصاب الشخص بالوهم مع العديد من الحالات المرضية (بنوعيها: الجسدية والعقلية). على الرغم من ذلك، يكون للأوهام أهميتها التشخيصية الخاصة في حالات الاضطرابات الذهانية؛ وخاصةً في حالات الشيزوفيرنيا والبارافرينيا (الذهان التخيلي) والنوبات الهوسية التي تصيب مرضى الاضطراب ثنائي القطب والاكتئاب الذهاني.

## تعريف الوهم
على الرغم من انتشار المفاهيم غير الدقيقة عن الجنون لآلاف السنوات، فقد كان الطبيب النفسي والفيلسوف Karl Jaspers أول من قام في عام 1917 بتعريف المعايير الرئيسية الثلاثة للمعتقد الذي يمكن اعتباره معتقدًا وهاميًا، وذلك في كتابه General Psychopathology. ويتصف المعتقد الوهمي - وفقًا لما جاء في كتاب Jaspers - بالمعايير التالية:
- اليقين (الذي يكون راسخًا في النفس عن اقتناع مطلق)
- سوء الفهم غير القابل للتصحيح والذي لا أمل في تصحيح اعوجاجه (أي لا يتغير بالمناقشة أو الدليل الذين يتصفان بقوة الحجة ويهدفان إلى تصديق الشخص المصاب بالوهم بعكس ما يعتقده)
- استحالة أو زيف مضمون المعتقد (يكون المضمون الخاص بالمعتقد غير قابل للتصديق أو شاذ أو غير حقيقي بشكل واضح)

ولا تزال هذه المعايير قائمة في تشخيص الطب النفسي الحديث لحالة الإصابة بالوهم. ويقوم الدليل التشخيصي والإحصائي للاضطرابات النفسية في أحدث إصداراته بتعريف الوهم كما يلي:
معتقد زائف مبني على استدلال غير صحيح عن حقيقة خارجية يتمسك به الشخص بكل قوة على الرغم من أن ذلك يتنافي مع معتقدات كل من حوله تقريبًا. وعلى الرغم - كذلك - من وجود إثبات أو دليل واضح ولا يقبل الجدل على عكس ما يعتقده هذا الشخص. ولا يكون هذا المعتقد مقبولاً بشكل عادي من قِبل الأفراد الآخرين الذين يشاركون هذا الشخص الثقافة أو الثقافة الفرعية التي ينتمي إليها.
ويدور بعض الجدل حول هذا التعريف لأن عبارة 'على الرغم من أن ذلك يتنافي مع معتقدات كل من حوله تقريبًا' توحي بأن الشخص الذي يعتقد في أحد الأمور التي لا يعتقد فيها معظم الأشخاص الآخرين يكون عرضةً لأن يوصم تفكيره بأنه تفكيرًا وهاميًا. علاوةً على ذلك، هناك حقيقة تبعث على السخرية والتهكم؛ ألا وهي أنه على الرغم من أن المعايير الثلاثة السابقة تنسب إلى Jaspers عادةً، فإنه نفسه وصف هذه المعايير بأنها 'غامضة' و'سطحية' فقط. وقد كتب أيضًا قائلاً بإنه بما أن «المعيار الحقيقي أو 'الداخلي' للوهم يكمن بشكل أساسي في خوض التجربة الأولية للوهم وكذلك في تغير الشخصية [وليس في المعايير الثلاثة السابقة التي قدمت وصفًا غير محدد للوهم] يمكننا أن ندرك أن الوهم قد يكون صحيحًا في مضمونه على الرغم من كونه وهمًا. فعلى سبيل المثال، يتضح ذلك في اعتقاد أحدهم في نشوب حرب عالمية.»
وعلاوةً على ذلك، عندما يتعلق معتقدًا زائفًا بحكم شخصي، يمكن أن ننظر إليه باعتباره وهمًا عندما يكون مفرطًا في تطرفه إلى درجة تجعله يتحدى المصداقية. ولأن القناعات الوهمية تتم في صورة سلسلة متصلة، فإنه يمكن الاستدلال على وجودها من سلوك الفرد الذي يكرره مرات عديدة. ويمكن الخلط بين الوهم والفكرة المبالغ فيها. وتنطوي الأفكار المبالغ فيها على فكرة أن للفرد معتقدًا أو فكرة غير عقلانية، ولكن الفرد في هذه الحالة لا يكون متمسكًا بأفكاره المبالغ فيها بالقوة نفسها التي يكون عليها تمسكه بالوهم إذا سيطر عليه.
ولا يصاب الفرد بالوهم بسبب حالة طبية أو سوء استخدامه لأحد المواد، وقد تبدو هذه الأوهام قابلة للتصديق في معناها الظاهري. أيضًا، عادةً ما يبدو مرضى الأوهام في حالة طبيعية طالما لم يقم الآخرون بالمساس بأفكارهم الوهمية.
ولا ترتبط الأوهام بنوع معين من الأمراض وعادةً ما تحدث في سياق الإصابة بأحد الأمراض العصبية أو النفسية. كذلك، تم اكتشاف أن الأوهام يمكن أن تصيب الشخص في سياق العديد من الحالات المرضية.

## أنواع الأوهام
يتم تصنيف الأوهام في أربع مجموعات مختلفة:
- الوهم الغريب: هو الوهم الذي يتسم بالغرابة الشديدة وعدم القابلية للتصديق تمامًا. ومن أمثلة التوهم الغريب أن يعتقد الشخص المصاب بالوهم أن غزاة من الفضاء نزعوا مخه.
- الوهم غير الغريب: وهو الوهم الذي يكون مضمونه مغلوطًا تمامًا، ولكنه محتمل الحدوث على أقل تقدير. ومن أمثلة هذا النوع من الأوهام أن يعتقد الشخص الذي يعاني من الوهم بشكل مغلوط أنه تحت مراقبة الشرطة باستمرار.
- الوهم المتوافق مع المزاج: هو أي نوع من الأوهام التي يكون مضمونها متوافقًا مع حالة الاكتئاب أو الهوس التي يعاني منها المريض. ومن أمثلة هذا النوع من الأوهام أن يعتقد الشخص المصاب بالاكتئاب أن مقدمي البرامج الإخبارية على شاشة التليفزيون ينتقدونه بشدة، أو أن يعتقد الشخص المصاب بحالة الهوس في قدرته وعظمته المطلقة التي لا يضاهيه فيها أحد.
- الوهم حيادي المزاج: هو وهم لا يرتبط بالحالة العاطفية أو المزاجية للشخص الذي يعاني من الوهم. ومن أمثلة هذا النوع من الأوهام أن يعتقد المريض بالوهم أن طرفًا إضافيًا ينبت من مؤخرة رأسه؛ وهو وهم ذو علاقة محايدة بالاكتئاب أو الهوس.[7]

وبالإضافة إلى هذه التصنيفات، عادةً ما تفصح الأوهام عن وجودها في إطار فكرة واحدة تتسم أجزائها بالتناغم مع بعضها البعض. وعلى الرغم من أن الأوهام لا تقتصر على فكرة معينة، فإن بعض الأفكار تكون أكثر شيوعًا من غيرها لدى مرضى الوهم. وتعتبر أكثر الأفكار المرتبطة بالوهم شيوعًا هي:
- وهم السيطرة : وهو معتقد زائف بأن شخصًا آخر أو مجموعة من الناس أو قوة خارجية تسيطر على أفكار الشخص المصاب بالوهم أو مشاعره أو دوافعه أو سلوكه. فعلى سبيل المثال، يمكن أن نجد أحد الأشخاص المصابين بالوهم يصف تجربة مر بها حيث أجبرته مخلوقات فضائية على التحرك بطريقة معينة وأنه لم يستطع أن يسيطر على حركات جسده. كذلك، يوجد وهم إذاعة الأفكار (وفيه يعتقد الشخص المصاب بالوهم بشكل زائف أنه يتم سماع أفكاره بصوت عالٍ). وهناك صور أخرى لوهم السيطرة، منها وهم إقحام الأفكار داخل الرأس ووهم سحب الأفكار من الرأس (وفيهما يعتقد الشخص المصاب بالوهم أن قوة خارجية أو شخص أو مجموعة من الناس تقوم بإزالة أو استخراج أفكاره من داخل رأسه).
- وهم العدمية : وهو الوهم الذي يكون المحور الأساسي لفكرته هو إحساس الشخص المصاب بالوهم بعدم وجوده أو بعدم وجود أجزاء من جسمه أو عدم وجود الآخرين أو العالم من حوله. وقد يعتقد الشخص المصاب بهذا النوع من الأوهام بشكل مضلل أن العالم في سبيله للفناء.
- الغيرة الوهمية (أو وهم الخيانة) : يعتقد الشخص الذي يعاني من هذا النوع من الأوهام بشكل خاطئ أن شريك حياته أو من يحبه يخونه مع شخص آخر. وينشأ هذا الوهم عن الغيرة المرضية؛ وعادةً ما يقوم الشخص المصاب به بجمع «الأدلة» ومواجهة شريك حياته عن هذه الخيانة المزعومة.
- وهم الشعور بالذنب أو الإثم (أو وهم اتهام الذات) : يشعر الشخص المصاب بالوهم بشكل زائف بالندم أو بالذنب إلى درجة تسيطر فيها عليه هذه المشاعر وتتمكن منه حتى تصيرًا وهمًا مرضيًا. فعلى سبيل المثال، قد يعتقد الشخص المصاب بهذا النوع من الأوهام أنه قد قام بارتكاب جريمة فظيعة وينبغي تطبيق أقسى عقاب عليه. ومن الأمثلة الأخرى على هذا النوع من الأوهام أن يقتنع الشخص المريض بالوهم بأنه مسئولاً عن حدوث إحدى الكوارث (مثلاً، حريق أو فيضان أو زلزال) التي لا يمكن أن تكون له أية صلة بها.
- وهم قراءة الأفكار : وهو اعتقاد زائف من الشخص المصاب بالوهم بأن الآخرين يمكنهم معرفة ما يدور في عقله من أفكار. ويختلف هذا النوع من الأوهام عن وهم إذاعة الأفكار في أن الشخص المصاب به لا يعتقد أن أفكاره تتم إذاعتها على الملأ بصوت عالٍ.
- وهم الإشارة (الإحالة) : يعتقد الشخص الذي يعاني من هذا النوع من الأوهام بشكل زائف أن بعض الإشارات أو الأحداث أو الأشياء غير المهمة الموجودة في البيئة المحيطة به تحمل في طياتها معنى أو مدلول يتصل بشخصه. فعلى سبيل المثال، قد يعتقد أحد الأشخاص أن عناوين الصحف تحمل بين السطور رسائل خاصة هو المقصود بها.
- وهم الهوس بالعشق : وهو الوهم الذي يجعل من يصاب به يعتقد أن شخصًا آخر يعشقه. ويعتقد المصابون بهذا النوع من الأوهام أن الطرف الآخر الذي يتوهمون عشقه لهم هو من بدأ بالتصريح بمشاعره تجاههم؛ ويتم ذلك عادةً - من وجهة نظر المصاب بالوهم - عن طريق إيماءات خاصة أو إشارات أو التخاطر أو استخدام وسائل الإعلام في إرسال الرسائل إليهم.
- وهم العظمة : ويعتقد المصاب بهذا الوهم أنه يتمتع بقوى أو مواهب أو قدرات خاصة تميزه عن سائر البشر. وفي بعض الأحيان، قد يعتقد الفرد فعليًا أنه شخص مشهور أو شخصية عامة (كأن يكون نجمًا من نجوم موسيقى الروك). والفكرة الأكثر شيوعًا بين الأشخاص المصابين بهذا النوع من الوهم، أن يعتقد الشخص أنه قد حقق إنجازًا عظيمًا لم يتلقَ ما يستحقه من الثناء والتقدير عليه (مثل اكتشاف نظرية علمية جديدة). وعادةً ما يعتقد هذا الشخص أنه قد قام بإزاحة الستار عن «حقيقة» واضحة لم تتمكن البشرية على مدار تاريخها الطويل من اكتشافها.
- وهم الاضطهاد : ويعتبر هذا النوع من الأوهام هو الأكثر شيوعًا، وهو يتعلق بفكرة شعور المريض بأن هناك من يتعقبه أو يضايقه أو يخدعه أو يريد التخلص منه بالسم أو العقاقير أو يتآمر ضده أو يتجسس عليه أو يهاجمه أو يضع العراقيل أمام محاولاته لتحقيق أهدافه في الحياة. وأحيانًا ما تهاجم هذه الأوهام الشخص المصاب بشكل منعزل ومتفرق عن بعضها البعض (كما يحدث في حالة الشخص الذي يتوهم أن زملاءه في العمل يحاولون مضايقته باستمرار). ولكن، في أحيان أخرى تكون الأوهام عبارة عن نظام متكامل من الأفكار التي تسيطر على الشخص المصاب بالوهم تمام السيطرة (ويطلق عليها «الأوهام المنظمة» أو «الأوهام المرتبة»). فعلى سبيل المثال، قد يعتقد المصابون بمجموعة من أوهام الاضطهاد أن بعض المنظمات الحكومية تقتفي أثرهم باستمرار لأن الشخص «المضطهد» يعتقد بشكل زائف أن هذه المنظمات تتهمه بالجاسوسية. ويمكن أن يتسع نطاق هذه النظم المتكاملة للأفكار الوهمية التي يعتقد فيها الشخص المصاب بالوهم وتتعقد لدرجة تجعل هذا الشخص يفسر في ضوئها كل ما يتعرض له في الحياة.
- الوهم الديني : ويشمل هذا النوع الأوهام التي يكون مضمونها دينيًا أو روحيًا. وقد تأتي هذه الأوهام متحدة مع غيرها من الأوهام - كوهم العظمة (كأن يعتقد الشخص المصاب بالوهم أنه إله أو أن قوى عليا قد اختارته ليكون خليفةً لها على الأرض).
- الوهم الجسدي : هو الوهم الذي يتعلق بأداء الجسم لوظائفه أو بالأحاسيس الجسدية أو بالمظهر الخارجي. وعادةً ما ينطوي هذا الاعتقاد الزائف على فكرة إصابة الجسم بأحد الأمراض أو كونه غير طبيعي أو قد طرأ عليه بعض التغيير. ومثال ذلك أن يعتقد الشخص المصاب بالوهم أن الطفيليات تغزو جسده باستمرار.
- وهم الطفيليات (DOP) أو وهم الإصابة بداء طفيلي : وفيه يعتقد الشخص المصاب بالوهم أن جسده تغزوه حشرة أو بكتيريا أو عثة أو عناكب أو قمل أو براغيث أو ديدان أو أنواع أخرى من الكائنات الدقيقة. وقد يصف بعض هؤلاء المرضى أيضًا أنهم يتعرضون للدغ هذه الكائنات بصفة متكررة. وفي بعض الحالات، يكون مطلوبًا من علماء الحشرات البحث عن السبب وراء اللدغات الغامضة التي تنتشر في أجساد بعض هؤلاء المرضى. وفي أحيان أخرى، يظهر على المصابين علامات جسدية ظاهرة تتضمن الآفات الجلدية.[8]

## التشخيص

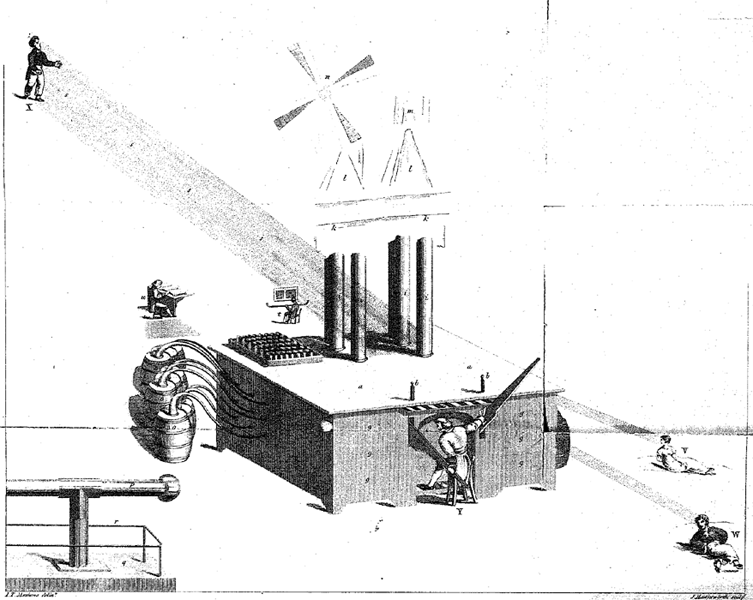
قام John Haslam برسم هذه الصورة التوضيحية لإحدى الآلات التي قام James Tilly Matthews (مصاب بالفصام البارانويدي) بوصفها مطلقًا عليها اسم "air loom" أو "الطيف الذي يلوح في السماء". واعتقد Matthews أن من يضطهدونه يستخدمون هذه الآلة لتعذيبه هو وأشخاص آخرين لأسباب تتعلق بتوجهاته السياسية.

تم توجيه الانتقاد للتعريف الحديث لمفهوم الوهم وكذلك المعايير الأساسية التي وضعها Jaspers لتمييز الإصابة بالوهم؛ حيث يمكن تقديم أمثلة عكسية لكل سمة من سمات الوهم التي قدمتهما هاتان المحاولتان للتعريف.
وقد أثبتت الدراسات التي تم إجراؤها على المرضى النفسيين أن الأوهام يمكن أن تختلف في شدتها ودرجة رسوخها في عقل المريض بمرور الوقت. ويشير ذلك إلى أن معياري اليقين وتوفر سوء الفهم غير القابل للتصحيح يعتبران من العوامل غير الضرورية لوصف المعتقد الوهمي.
وليس من الضروري أن تتصف الأوهام بالزيف أو بكونها «استدلالات خاطئة عن الواقع الخارجي». ولا يمكن أن يشوب بعض المعتقدات الدينية أو الروحية - نظرًا لطبيعتها الخاصة - أي زيف أو خداع. ومن ثم، لا يمكن أن يتم وصفها بأنها زائفة أو غير سليمة؛ بغض النظر عن تشخيص حالة الشخص الذي يؤمن بهذه المعتقدات بأنه مصاب بالوهم أم لا.
وفي حالات أخرى، قد يتضح أن الوهم الذي يسيطر على المريض ما هو إلا معتقد حقيقي. وعلى سبيل المثال، قد تؤدي الغيرة الوهمية التي يعتقد فيها المريض أن شريك حياته غير مخلص له (وهو الأمر الذي قد يدفع بالمريض إلى تتبع شريك حياته إلى كل مكان يذهب إليه - حتى إلى دورة المياه - ظنًا منه أنه يقابل عشيقه في كل وقت متاح له حتى وإن كان وقتًا وجيزًا للغاية) إلى أن يصبح شريك الحياة المخلص والبريء من الاتهام غير مخلص بالفعل نتيجة للإجهاد العصبي المستمر وغير المعقول الذي يثقله به شريك حياته المريض بالوهم. وفي مثل هذه الحالة، لن يكون لهذا الوهم نهاية أبدًا لأن فكرته تصبح حقيقة واقعة بمرور الوقت.
وفي حالات أخرى، قد يزعم الطبيب أو المعالج النفسي أن معتقد المريض الذي يقوم بتقييمه وهم زائف؛ وذلك لأن هذا الوهم يبدو غير محتمل الحدوث أو غريب أو لأن المريض يتمسك به عن قناعة مبالغ فيها. ونادرًا ما يكون لدى الأطباء النفسيين الوقت أو الأدوات اللازمة للتأكد من صحة ادعاءات الشخص المريض بالوهم، وهو أمر قد يؤدي إلى أن يقوم المعالج بتصنيف بعض المعتقدات الحقيقية للمريض على أنها أوهام على سبيل الخطأ. وتعرف هذه الحالة باسم Martha Mitchell effect - وسبب هذه التسمية هو أن مارثا ميتشيل زوجة النائب العام للولايات المتحدة الأمريكية ادعت أن بعض الأعمال غير القانونية تتم داخل البيت الأبيض. وفي الوقت الذي ادعت فيه ذلك، اعتقد الجميع أن ما تقوله هو علامات على إصابتها بمرض عقلي. ولم يتم التأكد من صدق أقوالها إلا بعد الكشف عن فضيحة ووترجيت في عهد نيكسون (ومن ثم ثبت أنها سيدة عاقلة).
وقد أدت عوامل مشابهة إلى توجيه تلك الانتقادات إلى تعريف Jasper للأوهام الحقيقية على أنها في جوهرها «غير قابلة للفهم أو الإدراك». ويرى بعض النقاد (مثل Ronald David Laing) أن ذلك يؤدي إلى اعتماد التشخيص الطبي للإصابة بالوهم على الفهم الشخصي للطبيب النفسي المسئول عن الحالة، وقد لا تتوافر لهذا الطبيب المعلومات اللازمة التي تمكنه من تفسير معتقد المريض. وقد تم تطبيق افتراض Laing على بعض أشكال العلاج الإسقاطي، وذلك حتى يمكن «إصلاح» النظام الوهمي حتى لا يتمكن المريض من تغييره وتبديله باستمرار. وقد قام الباحثون النفسيون في جامعة يال وجامعة ولاية أوهايو والمركز الطبي المعروف باسم Community Mental Health Center of Middle Georgia باستخدام الروايات والأفلام السينمائية لتكون محورًا يرتكز عليه أسلوبهم العلاجي. وتتم مناقشة النصوص وحبكة الأحداث وأسلوب التصوير السينمائي، ومن ثم يتم الاقتراب من الأوهام التي يعاني منها المرضى بشكل عرضي. وقد تم توظيف هذا الاستخدام للخيال للحد من قدرة المريض على تطويع وهمه في مشروع مشترك قام به مؤلف روايات الخيال العلمي الأمريكي Philip Jose Farmer بالاشتراك مع الطبيب النفسي الذي يعمل في جامعة يال Angelo James Giannini. فقد قاما بتأليف رواية Red Orc's Rage، وتتناول الرواية - بشكل متسلسل ومتواصل - عالم المراهقين المصابين بالأوهام الذين يتم علاجهم باستخدام أسلوب العلاج الإسقاطي. وفي الخلفية الخيالية لهذه الرواية تتم مناقشة روايات أخرى قام Farmer بكتابتها، ويتم الدمج والتوحيد بين الشخصيات - بشكل رمزي - وبين أوهام المرضى الذين تحكي عنهم الروايات.بعد ذلك، تم تطبيق ما جاء في هذه الرواية على مناخ علاجي واقعي.
وثمة نوع آخر من الصعوبات التي يمكن أن تواجه عملية تشخيص الأوهام؛ ألا وهو أن هذه السمات كلها تقريبًا يمكن أن تكون جزءًا من المعتقدات «السوية». وتتصف العديد من المعتقدات الدينية بالسمات نفسها، وعلى الرغم من ذلك لا يتم اعتبارها - بشكل عام - معتقدات وهمية. وقد جعلت هذه العوامل الطبيب النفسي Anthony David يلاحظ «عدم وجود تعريف مقبول للوهم (ولا يقصد هنا أن يتم قبول صحة التعريف بشكل علمي؛ بل يقصد استحسان التعريف والرضا عنه).» وفي الممارسة العملية، يعمد الأطباء النفسيون إلى تشخيص المعتقد على أنه وهمي إذا كان غريبًا بشكل واضح أو يتسبب في إزعاج شديد للمريض أو يشغله بشكل مبالغ فيه؛ خاصةً إذا لم يتغير اقتناع المريض بمعتقده بعد إدراكه لوجود دليل يثبت عكس ما يعتقد أو تقديم حجج عقلانية يمكنها دحض هذا المعتقد.
ومن المهم أن يتم التفريق بين الأوهام الحقيقية والأعراض الأخرى التي يمكن أن تتشابه معها، مثل القلق أو الخوف أو البارانويا. ولتشخيص الإصابة بالوهم، يمكن استخدام مقياس الفحص النفسي للمريض. ويشتمل هذا الاختبار على المظهر والمزاج والشعور والسلوك ومعدل سرعة الحديث واستمراريته ووجود دليل على إصابة هذا الشخص بالهلوسة أو إيمانه بمعتقدات غير سوية. يجب - أيضًا - أن يشمل الفحص المحتوى الفكري لهذا الشخص وتكيفه مع الإحساس بالزمن والمكان والأشخاص وكذلك قدرته على الانتباه والتركيز ومشاعره الباطنة وأحكامه على الأمور التي تدور حوله والذاكرة قصيرة المدى.
ويرى أستاذ علم النفس تنالاى تهاى تتأنه يمكن النظر إلى الأوهام على أنها النتيجة الطبيعية للفشل في تمييز الصلة بين المفاهيم وما يعبر عنها. ويعني ذلك أن الشخص يتعامل مع معلومات غير مرتبطة ببعضها ويصوغها في صورة تجارب منفصلة، بعد ذلك يبدأ في التعامل مع هذه المعلومات على أنها مترابطة ببعضها البعض بطريقة توحي بأن لهذه المعلومات صلات سببية زائفة. علاوةً على ذلك، يتعامل الشخص مع المعلومات المترابطة ببعضها البعض بالفعل على أنها نوع من أنواع الأمثلة المعاكسة ويتجاهل وجودها.

## مراحل تطور أنماط محددة من الأوهام
يمكن اعتبار أن أهم اثنين «من العوامل التي ترتبط بشكل أساسي بنشأة الأوهام داخل بعض الأشخاص» هي: 1. اضطراب وظيفة المخ و2. وجود بعض العوامل في حياة المريض التي تترك أثرها على مزاجه وشخصيته.
وتكون المستويات المرتفعة للدوبامين في المخ من الأعراض التي تكشف عن وجود «اضطرابات في وظائف المخ». وقد قامت إحدى الدراسات المبدئية التي تم إجراؤها حول الاضطراب التوهمي (وهو أحد الأعراض الذهانية) بتقييم العلاقة بين وجود هذه المستويات المرتفعة من الدوبامين وبين الإصابة بأنماط معينة من الأوهام. وكان الهدف من هذه الدراسة توضيح العلاقة بين الشيزوفيرنيا وبين الذهان المرتبط بالدوبامين. وقد خلصت هذه الدراسة إلى نتائج إيجابية؛ فقد ثبت أن المصابين بأوهام الغيرة والاضطهاد لديهم مستويات مختلفة من مستقلب الدوبامين؛ وهو حمض الهوموفانيليك (Acide homovanilique (HVA)) (وقد يكون هذا الأمر وراثيًا). ويمكن النظر إلى هذه النتائج باعتبارها نتائج غير نهائية؛ حيث دعت الدراسة إلى إجراء المزيد من الأبحاث على أعداد أكبر من الأشخاص في المستقبل.
ويكون من قبيل الإفراط في تبسيط الأمور أن يكون وجود مقدار معين من الدوبامين في المخ هو السبب وراء الإصابة بنوع معين من الوهم. وتوضح الدراسات أن العمر والنوع يمكن أن يكون لهما تأثير على هذا الأمر، كما توضح وجود احتمالية كبيرة لتغير مستويات حمض الهوموفانيليك على مدار مراحل تطور بعض الأمراض.
أما بالنسبة لتأثير مرض الوهم على الشخصية، «اعتبر Jaspers أن هناك تغيرًا بسيطًا يطرأ على شخصية المريض بسبب إصابته بالمرض، وأن هذا التغيير يتسبب في إيجاد المناخ التوهمي الملائم الذي تنبع المزيد من الأوهام في إطاره.»
وللعوامل الثقافية «تأثير قاطع على ظهور الأوهام». فعلى سبيل المثال، تنتشر أوهام الشعور بالذنب واستحقاق العقاب في الغرب - وخاصةً في الدول التي تعتنق المسيحية مثل النمسا - بينما لا نجد هذا النوع من الأوهام في باكستان حيث يكون وهم الاضطهاد هو الأكثر شيوعًا. ويعني ذلك أن العوامل الثقافية لها تأثيرها كبير على تطور الأوهام. وفي سلسلة من دراسات الحالة التي تم إجراؤها حول هذا الموضوع، تم الكشف عن وجود وهم الشعور بالذنب واستحقاق العقاب في النمسا بالنسبة لمرضى داء باركنسون الذين يتم علاجهم باستخدام المادة الكيمائية المعروفة باسم I-dopa وهي إحدى مضادات مستقبلات الدوبامين.

## الأسباب
إذا أردنا أن نتعرف على التفكير التوهمي في مريض معين، من المهم أن نستشير طبيبًا نفسيًا يستطيع فحص هذا المريض فحصًا شاملاً قبل تشخيص المشكلة التي يعاني منها. وقد كان تفسير أسباب الإصابة بالأوهام تحديًا كبيرًا استلزم وضع العديد من النظريات. وتعتبر النظرية الجينية أو البيولوجية إحدى النظريات التي حاولت أن تقوم بذلك حيث تقول هذه النظرية بإن الأقارب وثيقي الصلة بالأشخاص المصابين بالاضطراب التوهمي تزداد لديهم احتمالية الإصابة بالسمات التوهمية. وثمة نظرية أخرى تحاول أن تشرح أسباب الإصابة بالأوهام؛ ألا وهي الاختلال الوظيفي في تطور عملية الإدراك والمعرفة. وتوضح هذه النظرية أن الأوهام يمكن أن تنشأ عن الأساليب التي تتسم بالتحريف والتشويه والتي يستخدمها البعض في تفسير وفهم حقائق الحياة. أما النظرية الثالثة التي تحاول أن توضح أسباب الإصابة بالأوهام فيطلق عليها اسم الأوهام المحفزة أو الدفاعية. وتنص هذه النظرية على أن بعض الأشخاص الذين يكونون عرضة للإصابة بالأوهام يمكن أن تنطلق بداخلهم شرارة الإصابة بالاضطراب التوهمي في تلك اللحظات التي يمثل لهم فيها التغلب على الصعوبات التي تواجههم في الحياة والحفاظ على احترام الذات تحديًا كبيرًا. ففي هذه الحالة، يرى الشخص المصاب بالأوهام أن الآخرين هم المتسببون في الصعوبات التي تواجهه في حياته الشخصية، وذلك حتى يتمكن من الاحتفاظ بوجهة نظر إيجابية عن نفسه.
وتعتبر هذه الحالة أكثر شيوعًا بين الأشخاص الذين يعانون من ضعف السمع أو النظر. كذلك، يتم الربط بين تعرض الشخص المستمر لعوامل الضغط وبين الاحتمالية الكبيرة لإصابته بالأوهام. ويمكن اعتبار كلاً من الهجرة والمكانة الاقتصادية والاجتماعية المتردية مثالين على عوامل الضغط التي يمكن أن تؤدي إلى الإصابة بالأوهام.
قام الباحث والطبيب Orrin Devinsky الذي يعمل في مركز لانجون الطبي التابع لجامعة نيويورك بإجراء دراسة كشفت عن وجود نمط متكرر من إصابة الفص الأمامي والنصف الأيمن في المخ البشري لدى المرضى المصابين بأنواع معينة من الأوهام واضطرابات الدماغ. وقد أوضح Devinsky أن أوجه القصور المعرفية التي تحدث نتيجة هذه الإصابات للنصف الأيمن من المخ تؤدي إلى قيام النصف الأيسر من المخ بالإفراط في تعويض الجسم عن وجود مثل تلك الإصابة؛ وهو الأمر الذي يؤدي بدوره إلى الإصابة بالأوهام.
وقد قام فريق عمل ينتمي لمدرسة الطب التي تتبع جامعة ووريك التي تقع في مدينة كوفنتري في غرب إنجلترا بدراسة حول هذا الموضوع. وكان قائد فريق العمل هو الدكتور Andrea Schreier - الذي يحمل درجة الدكتوراه. وقد أوضحت هذه الدراسة أن الأطفال الذين يعانون من الاضطهاد بقسوة هم الأكثر عرضة للإصابة بالأعراض الذهانية في فترة مبكرة من مرحلة المراهقة. أما الحقائق المتصلة بحياة الأطفال الذين تعرضوا للاضطهاد، فقد كشفت عن أن الإصابة بالهلوسة والأوهام أمرًا شائعًا في مرحلة الطفولة وكذلك في مرحلة المراهقة بالنسبة لهؤلاء الأطفال. كما كشفت الدراسة عن أن الأطفال الذين تصيبهم مثل تلك الأعراض هم الأكثر عرضة للإصابة بالذهان في فترة لاحقة من حياتهم. علاوةً على ذلك، أوضحت الدراسة أن معدلات الإصابة بالأعراض الذهانية - التي تتضمن الإصابة بالأوهام - تتضاعف في حالة الأطفال الذين يعانون من الاضطهاد في سن الثامنة أو العاشرة. وقد لاحظ القائمون على هذه الدراسة أن تعرض الأطفال للاضطهاد يمكن أن يتسبب في إصابتهم بمرض الإجهاد النفسي المزمن الذي يمكن أن يكون له أثره في الاستعداد الجيني للإصابة بالشيزوفيرنيا، كما تتسبب في بداية ظهور الأعراض عليهم.